# Lamine Gassama
Pour les articles homonymes, voir Gassama.
Lamine Gassama, né le 20 octobre 1989 à Marseille (Bouches-du-Rhône), est un footballeur international sénégalais qui évolue au poste de latéral droit.

## Biographie

### Jeunesse et formation
Il a grandi dans les quartiers Nord de Marseille, plus précisément dans la cité de La Castellane, comme Zinédine Zidane. Il a été recruté à Lyon par Gilles Signoret.
Après deux ans passés au centre de formation de Martigues puis un an à Aubagne, il a en 2006 le choix entre celui de l'Olympique lyonnais et celui de l'Olympique de Marseille. Il choisit finalement l'Olympique lyonnais pour raisons familiales.

### Carrière sportive
Il participe à quelques matchs amicaux de préparation durant la pré-saison 2008-2009.
Il signe officiellement son premier contrat professionnel le 1er septembre 2008 pour une durée de trois ans. Il dispute son premier match de Ligue 1 dans son intégralité le 29 octobre 2008 contre le FC Sochaux à l'extérieur. Trois jours plus tard, il est de nouveau titularisé contre Le Mans. En 2009-2010, il dispute également des matchs de Ligue des champions.
Le 26 janvier 2012, en manque de temps de jeu à l'Olympique lyonnais, il signe un contrat de quatre ans et demi au FC Lorient. Fruit du hasard, il dispute son tout premier match sous ses nouvelles couleurs contre son club formateur, en demi-finale de la Coupe de la Ligue, le 31 janvier 2012. En égalisant face au Stade de Reims le 7 février 2015, il inscrit le premier but de sa carrière en Ligue 1 et en professionnel.
Le 28 juin 2018, Lamine Gassama s'engage avec Göztepe, alors qu'il était en fin de contrat avec Alanyaspor.

### Parcours en sélection
Le 13 novembre 2008, il est convoqué pour le match amical Danemark-France avec l'équipe de France espoirs. Il démarre la rencontre titulaire, et joue 83 minutes. Le 9 mai 2011, il donne son accord pour la sélection sénégalaise de football.
Lors de la CAN 2019, le Sénégal arrive en finale pour la deuxième fois de leur histoire et perd une nouvelle fois cette fois ci contre l'Algérie.

### Condamnation judiciaire
Le 4 juin 2015, Lamine Gassama est condamné à deux mois de prison avec sursis, à 5 000 € d’amende et à verser 2 500 € de dommages et intérêts à quatre policiers pour les avoir insulté et leur avoir porté deux coups de poing.

## Palmarès
- Finaliste de la CAN 2019 avec le Sénégal

- Membre de l'équipe-type Coupe d'Afrique des nations 2019.

## Statistiques
| Saison                | Club                  | Championnat           | Championnat | Championnat | Coupe(s) nationale(s) | Coupe(s) nationale(s) | Compétition(s) continentale(s) | Compétition(s) continentale(s) | Compétition(s) continentale(s) | Total | Total |
| Saison                | Club                  | Division              | M.          | B.          | M.                    | B.                    | Comp.                          | M.                             | B.                             | M.    | B.    |
| 2008-2009             | Olympique lyonnais    | Ligue 1               | 7           | 0           | 2                     | 0                     | C1                             | 1                              | 0                              | 10    | 0     |
| 2009-2010             | Olympique lyonnais    | Ligue 1               | 6           | 0           | 1                     | 0                     | C1                             | 2                              | 0                              | 9     | 0     |
| 2010-2011             | Olympique lyonnais    | Ligue 1               | 4           | 0           | 1                     | 0                     | -                              | -                              | -                              | 5     | 0     |
| Sous-total            | Sous-total            | Sous-total            | 17          | 0           | 4                     | 0                     | -                              | 3                              | 0                              | 24    | 0     |
| 2011-2012             | FC Lorient            | Ligue 1               | 8           | 0           | 1                     | 0                     | -                              | -                              | -                              | 9     | 0     |
| 2012-2013             | FC Lorient            | Ligue 1               | 16          | 0           | 2                     | 0                     | -                              | -                              | -                              | 18    | 0     |
| 2013-2014             | FC Lorient            | Ligue 1               | 24          | 0           | 2                     | 0                     | -                              | -                              | -                              | 26    | 0     |
| 2014-2015             | FC Lorient            | Ligue 1               | 31          | 1           | 0                     | 0                     | -                              | -                              | -                              | 31    | 1     |
| 2015-2016             | FC Lorient            | Ligue 1               | 31          | 0           | 1                     | 0                     | -                              | -                              | -                              | 32    | 0     |
| Sous-total            | Sous-total            | Sous-total            | 110         | 1           | 6                     | 0                     | -                              | -                              | -                              | 116   | 1     |
| 2016-2017             | Alanyaspor            | SüperLig              | 29          | 0           | 0                     | 0                     | -                              | -                              | -                              | 29    | 0     |
| 2017-2018             | Alanyaspor            | SüperLig              | 31          | 0           | 2                     | 0                     | -                              | -                              | -                              | 33    | 0     |
| Sous-total            | Sous-total            | Sous-total            | 60          | 0           | 2                     | 0                     | -                              | -                              | -                              | 62    | 0     |
| 2018-2019             | Göztepe               | SüperLig              | 28          | 0           | 2                     | 0                     | -                              | -                              | -                              | 30    | 0     |
| 2019-2020             | Göztepe               | SüperLig              | 9           | 0           | -                     | -                     | -                              | -                              | -                              | 9     | 0     |
| Sous-total            | Sous-total            | Sous-total            | 37          | 0           | 2                     | 0                     | -                              | 0                              | 0                              | 39    | 0     |
| Total sur la carrière | Total sur la carrière | Total sur la carrière | 187         | 1           | 12                    | 0                     | -                              | 3                              | 0                              | 202   | 1     |